# 유로비전 송 콘테스트 2019
유로비전 송 콘테스트 2019는 제64회 유로비전 송 콘테스트였다. 이 대회는 네타 바르질라이의 "Toy" 노래로 2018년 대회에서 이스라엘이 우승한 후 이스라엘 텔아비브에서 열렸다. 유럽방송연맹(EBU)과 주최 방송사인 이스라엘 공영방송공사(IPBC/Kan)가 주최한 이 콘테스트는 엑스포 텔아비브에서 열렸으며 5월 14일과 16일에 두 차례의 준결승전과 18일에 결승전으로 구성되었다. 2019년 5월. 세 개의 라이브 쇼는 이스라엘 TV 진행자(Erez Tal, Assi Azar, Lucy Ayoub), 그리고 이스라엘 모델 바르 라파엘리가 선보였다.
이번 대회에는 41개국이 참가했으며 불가리아와 우크라이나는 이전 대회에 참가한 후 참가하지 않았다. 불가리아는 불참 이유로 재정적 어려움을 꼽았고, 당초 참가를 계획했던 우크라이나는 국가 선정 논란으로 결국 탈락했다.
우승자는 덩컨 로런스가 연주한 "Arcade"라는 노래로 네덜란드였다. 이탈리아, 러시아, 스위스, 스웨덴이 상위 5위 안에 들었다. 투표 오류로 인해 노르웨이는 원래 5위였으나 수정 후 6위에 올랐다. 네덜란드는 통합 투표에서 승리했지만 배심원 투표에서는 북마케도니아와 스웨덴에 이어 3위, 텔레보트에서는 노르웨이에 이어 2위를 차지했다. 더 아래로 내려가면 북마케도니아와 산마리노가 각각 7위와 19위로 지금까지 최고의 성적을 거두었다.